# Farian Sabahi
Farian Sabahi (Italia, 1967). Historiadora italo-iraní, en la actualidad es profesora en las universidades de Turín y de Roma, donde imparte cursos sobre Historia contemporánea de Irán y sobre cultura política del Islam. Estudió en Milán y Bolonia, antes de doctorarse en la School of Oriental and African Studies (SOAS) de Londres. Es autora de varias publicaciones sobre el Irán actual, interesándose especialmente por la situación de las mujeres y los derechos humanos en el país, así como por las relaciones entre Irán e Israel. También colabora regularmente con varios medios de comunicación, como La Stampa e ll corriere della sera.